# Deion Hammond
Deion Hammond (Mitchellville (Maryland); 5 de junio de 1999) es un jugador de baloncesto estadounidense que actualmente forma parte de la plantilla del BG 74 Göttingen de la Basketball Bundesliga. Su posición es base.

## Trayectoria
Nacido en Mitchellville (Maryland), es un base que puede jugar de escolta formado en Riverdale Baptist School de Upper Marlboro (Maryland), hasta 2017, fecha en la que ingresó en la Universidad de Monmouth, situada en West Long Branch, Nueva Jersey, donde jugaría durante cuatro temporadas la NCAA con los Monmouth Hawks, desde 2017 a 2021.
Tras no ser drafteado en 2021, en la temporada 2021-22 firma por el CSU Asesoft Ploiești de la Divizia A rumana.
El 19 de agosto de 2022, firma por el ZZ Leiden de la BNXT League.
En la temporada 2023-24, firma por el MHP Riesen Ludwigsburg de la Basketball Bundesliga.
El 11 de junio de 2024 fichó por el BG 74 Göttingen de la Basketball Bundesliga.